# Женска рукометна репрезентација Совјетског Савеза
Женска рукометна репрезентација Совјетског Савеза у организацији Рукометног савеза Совјетског Савеза представљала је Совјетски Савез у рукомету на свим значајнијим светским и континенталним такмичењима.

## Успеси репрезентације

### Наступи наОлимпијским играма
| Година         | Турнир        | Пласман   | ИГ | П  | Н | И | ГД  | ГП  | ГР   |
| -------------- | ------------- | --------- | -- | -- | - | - | --- | --- | ---- |
| Монтреал 1976. | Група         | 1. место  | 5  | 5  | 0 | 0 | 92  | 40  | +52  |
| Москва 1980.   | Група         | 1. место  | 5  | 5  | 0 | 0 | 99  | 52  | +47  |
| Сеул 1988.     | Финална група | 3. место  | 5  | 3  | 1 | 1 | 112 | 85  | +27  |
| Укупно         | 3             | 2. титуле | 15 | 13 | 1 | 1 | 303 | 177 | +126 |

### Наступи наСветским првенствима
| Година                | Турнир            | Пласман   | ИГ | П  | Н | И | ГД  | ГП  | ГР   |
| --------------------- | ----------------- | --------- | -- | -- | - | - | --- | --- | ---- |
| Румунија 1962.        | Полуфинална група | 6. место  | 5  | 1  | 0 | 4 | 35  | 56  | -21  |
| Југославија 1973.     | Полуфинална група | 3. место  | 5  | 3  | 1 | 1 | 50  | 39  | +11  |
| Совјетски Савез 1975. | Финална група     | 2. место  | 7  | 5  | 1 | 1 | 118 | 70  | +48  |
| Чехословачка 1978.    | Финална група     | 2. место  | 7  | 6  | 0 | 1 | 126 | 78  | +48  |
| Мађарска 1982.        | Финална група     | 1. место  | 7  | 5  | 1 | 1 | 128 | 111 | +17  |
| Холандија 1986.       | Финале            | 1. место  | 7  | 6  | 1 | 0 | 168 | 118 | +50  |
| Јужна Кореја 1990.    | Финале            | 1. место  | 7  | 7  | 0 | 0 | 178 | 143 | +35  |
| Укупно                | 7                 | 3. титуле | 45 | 33 | 4 | 8 | 803 | 615 | +188 |

### Наступи наЕвропским првенствима
- Репрезентација Совјетског Савеза није наступила ни на једном Европском првенству у рукомету за жене јер је прво првенство одиграно 1994. године а Совјетски Савез није постојао у то време.